# Полуустав (шрифт)
Полуустав — форма кириллицы, возникшая во второй половине XIV века. По сравнению с уставом полууставные почерки мельче и округлее.

## Типы полуустава

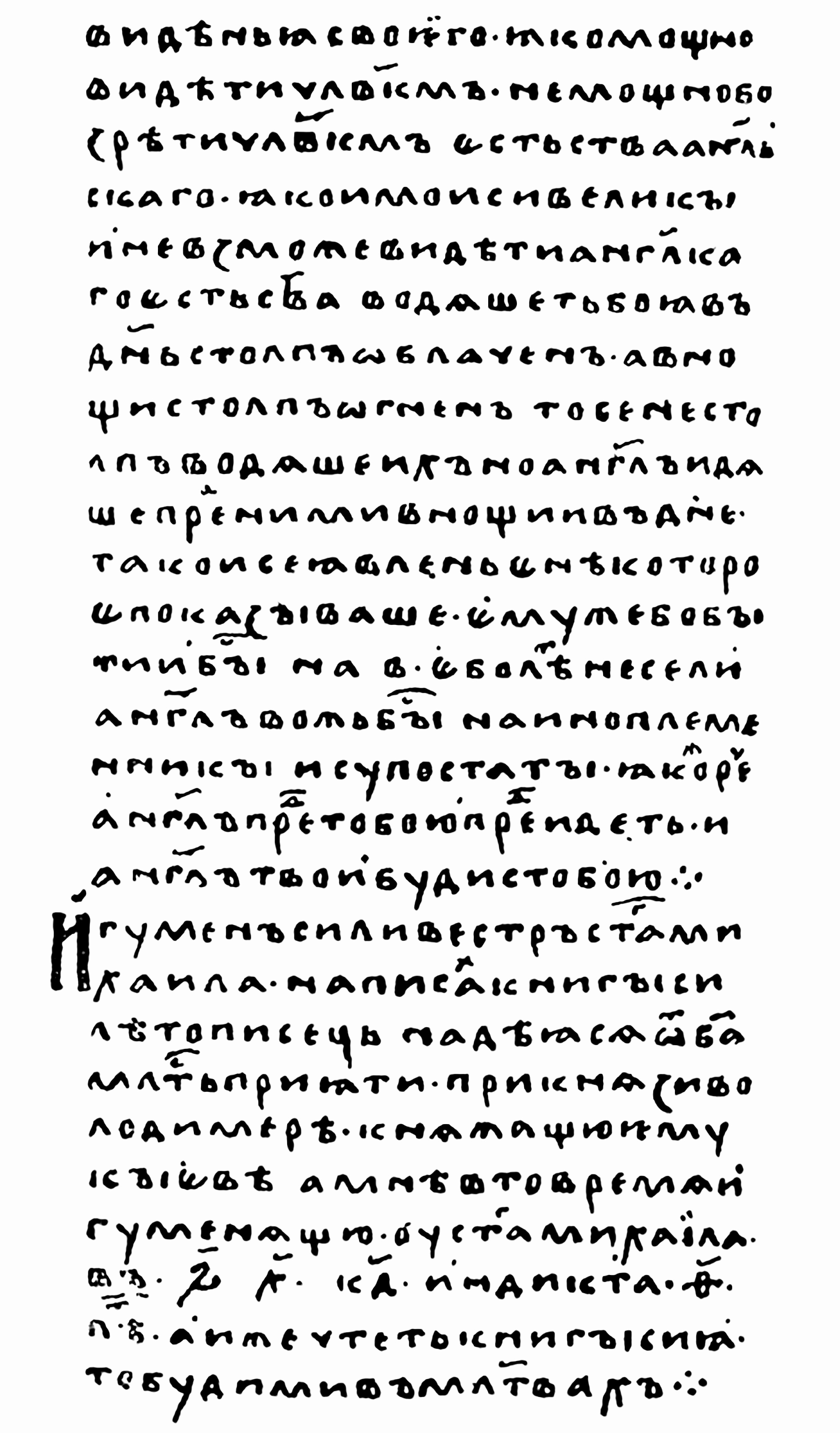
Лаврентьевская летопись (1377), образец раннего полуустава

В русском полууставе различают две разновидности: старший (с начала XIV по начало XV века) и младший полууставы. Старший полуустав ещё тесно связан с уставом начала XIV века, сформировался исключительно на русской почве. Его типичным образцом считается почерк второй части Лаврентьевского списка летописи. Младший русский полуустав не восходит к старшему; он, в отличие от старшего, изобилует различными надстрочными знаками, а также отличается употреблением некоторых букв: в нём нет буквы ѥ, используется написание ы (но не ꙑ), активно используется буква ȣ, буквы s и ѳ возможны не только в цифири, ряд букв имеет специфическое начертание. Все эти особенности русского младшего полуустава связаны с подражанием южнославянским полууставным рукописям, проникшим на Русь в XIV—XV вв., после покорения болгар и сербов Османской империей и являются частью процесса Второго южнославянского влияния на русскую культуру.
Для заголовков в полууставе применялась особая техника декоративного сочетания букв — вязь.

## Эпоха книгопечатания
С появлением книгопечатания в XV—XVI вв. печатный шрифт для русско-славянских книг был отлит по образцу полуустава; таков, например, шрифт русских первопечатников Ивана Фёдорова и Петра Мстиславца, выпустивших в Москве в 1564 году первую печатную книгу — «Апостол». Русский полууставный шрифт употреблялся в церковных и гражданских печатных книгах вплоть до 1708 года, когда по указу Петра I для гражданских книг устанавливается новый гражданский шрифт, а прежний церковный шрифт остаётся только для книг духовного содержания.
Образцом современного полуустава может служить шрифт Ирмологион.